# Минимални приход у Црној Гори
Минимални приход у Црној Гори или Минимална зарада у Црној Гори — је најнижа месечна и сатна надница коју послодавци имају законски да плаћају својим запосленима у Црној Гори. О томе одлучује црногорска влада.
Од 2013. године, минимална зарада у Црној Гори је €288,5 бруто и €193 нето, што је 37% просјечне плате у Црној Гори. Нето минимална зарада у Црној Гори €193 је једна од најнижих у региону Балкана и чини најнижи проценат просјечне плате. У 2018. години синдикати су захтијевали повећање минималне зараде на 50% просјечне плате, или €250. Према подацима за 2018. годину, више од 170.000 људи прима минималну плату у Црној Гори, што је 10% укупног радног становништва. Минимална зарада из 2013. године је €288,05 (бруто) и €193 (нето). Од новембра 2018. године, просечна плата у Црној Гори је €769 ($863,79 бруто) и €512 ($575,11 нето) месечно. Од 1. јула 2019. године, минимална зарада (нето) се повећала за 15% и износи €222. Кеитзов индекс (однос између минималне и просјечне плаће у земљи) у Црној Гори у 2013. години, након што је минимална зарада повећана на €193, износила је 40,3%, али је до 2019. пала на 38%. Кеитзов индекс (однос између минималне и просечне зараде у земљи) од 1. јула 2019. године је порастао и чини (у просеку €512 и минимум €222) око 43%.